# Drahovce
Drahovce is een Slowaakse gemeente in de regio Trnava, en maakt deel uit van het district Piešťany.
Drahovce telt 2564 inwoners.